# Società Sportiva Vis Pesaro 1969-1970
Questa voce raccoglie le informazioni riguardanti la Società Sportiva Vis Pesaro nelle competizioni ufficiali della stagione 1969-1970.

## Rosa
| N. |                   | Ruolo | Calciatore          |
| -- | ----------------- | ----- | ------------------- |
|    | Italia (bandiera) | C     | Maurizio Arnetoli   |
|    | Italia (bandiera) | D     | Massimo Bei         |
|    | Italia (bandiera) | P     | Gastone Benelli     |
|    | Italia (bandiera) | C     | Bruno Boschi        |
|    | Italia (bandiera) | C     | Bruno Cantone       |
|    | Italia (bandiera) | A     | Alfiero Caposciutti |
|    | Italia (bandiera) |       | Caruso              |
|    | Italia (bandiera) | P     | Giorgio Ciaschini   |
|    | Italia (bandiera) | A     | Giovanni Compagno   |
|    | Italia (bandiera) | C     | Piergiulio Consoli  |
|    | Italia (bandiera) |       | Cortesi             |
|    | Italia (bandiera) | C     | Vincenzo Dionisi    |
|    | Italia (bandiera) |       | Dolino              |
|    | Italia (bandiera) | D     | Maurizio Eusebi     |

| N. |                   | Ruolo | Calciatore          |
| -- | ----------------- | ----- | ------------------- |
|    | Italia (bandiera) |       | Gasperi             |
|    | Italia (bandiera) | C     | Luciano Loro        |
|    | Italia (bandiera) |       | Matrecano           |
|    | Italia (bandiera) | A     | Riccardo Morganelli |
|    | Italia (bandiera) |       | Murzillo            |
|    | Italia (bandiera) | A     | Enrico Pellegrini   |
|    | Italia (bandiera) | C     | Aldo Piccoli        |
|    | Italia (bandiera) | D     | Rino Pierini        |
|    | Italia (bandiera) |       | Perazzini           |
|    | Italia (bandiera) | D     | Gianfranco Ravagnan |
|    | Italia (bandiera) | D     | Arrigo Rossi        |
|    | Italia (bandiera) |       | Semproni            |
|    | Italia (bandiera) |       | Tonici              |